# George Atcheson Jr.
George C. Atcheson Jr. (1896 - 17 de agosto de 1947) fue un diplomático estadounidense de los llamados "China Hand". 

## Biografía
Nacido en Denver, Colorado en 1896, realizó su estudios superiores en la Universidad de California en Berkeley. Durante su carrera se desempeñó como encargado de negocios en China y asesor del Comandante Supremo de las Potencias Aliadas. Durante la Segunda Guerra Mundial, trató de mediar en los conflictos entre el Kuomintang y el Partido Comunista Chino para gobierno de Estados Unidos, pero fracasó.
Atcheson, mientras se desempeñaba como asesor político del general Douglas MacArthur y presidente del consejo aliado, murió después de que el vuelo militar en el que viajaba se estrellara en ruta a Washington D. C.. Se dirigía allí para discutir planes para un tratado de paz japonés.